# Kraj stanów

Kolorem czerwonym oznaczono kraje stanów, 1789 r.

Kraj stanów (fr. Pays d'états) – okręg generalny we Francji ancien régime’u, w którym lokalną władzę fiskalną wykonywały Stany Prowincjonalne w porozumieniu z królewskimi komisarzami lub intendentami.
Obok krajów stanów funkcjonowały kraje elekcji (fr. pays d'élection), w których stanową część reżimu podatkowego wykonywali wybierani centralnie przez Stany Generalne elekci. Niektóre kraje, jak Franche-Comté, pozostawały bezpośrednio obciążone podatkiem (fr. pays d'imposition).